# Gemeentebelangen (televisieserie)
Gemeentebelangen is een comedyserie verdeeld over 2 seizoenen van ieder 13 afleveringen. De serie werd in 2002 en 2003 uitgezonden door de TROS. 
Het gaat over de belevenissen van de gemeenteraadsleden van het fictieve dorp Raspen, waarin Inez van Weezel (Oda Spelbos), Eduard van Weezel (Maarten Wansink), burgemeester Annemarie Hussert (Doris Baaten) en Emiel Davelaar (Hans Somers S1 / Arnoud Bos S2) met elkaar in aanvaring komen.

## Rolverdeling
| Acteur                         | Rol                 |
| ------------------------------ | ------------------- |
| Oda Spelbos S1 & S2            | Inez van Weezel     |
| Maarten Wansink S1 & S2        | Eduard van Weezel   |
| Doris Baaten S1 & S2           | Annemarie Hussert   |
| Vincent Moes S1 & S2           | Oleg Bode           |
| Hans Somers S1 / Arnoud Bos S2 | Emiel Davelaar      |
| Kees Coolen S1                 | Bastiaan van Weezel |
| Peggy Jane de Schepper S1      | Odette van Weezel   |
| Sjoera Retèl S2                | Animee              |
| Geert Jan Romeijn S2           | Cas Weingarten      |

## Trivia
- Het gemeentehuis dat (voor de buitenkant) als decor staat voor het gemeentehuis van de gemeente Raspen is het gemeentehuis van Hilversum. Het bevindt zich aan de Dudokpark 1 in Hilversum.